# Sambor Prei Kuk
Sambor Prei Kuk je předangkorský chrámový komplex, nacházející se v Kambodži, zhruba 30 km na sever od města Kampong Thom ve stejnojmenné provincii. Jde o soubor několika zachovaných chrámů menšího rozměru, většinou z pálených cihel, některých pak z pískovce. Většinou bývají děleny na tři skupiny: severní (N), centrální (C) a jižní (S). Pocházejí z doby před 9. stoletím n. l., kdy se centrum khmerské říše začalo přesouvat do oblasti Angkoru. Na počátku 7. století bylo místo známo jako Íšánapura. Podle Sambor Prei Kuku bylo nazváno celé stylové období ve vývoji starého khmerského stavitelství. V roce 2017 byl komplex zařazen na seznam světového kulturního dědictví UNESCO.

## Fotogalerie

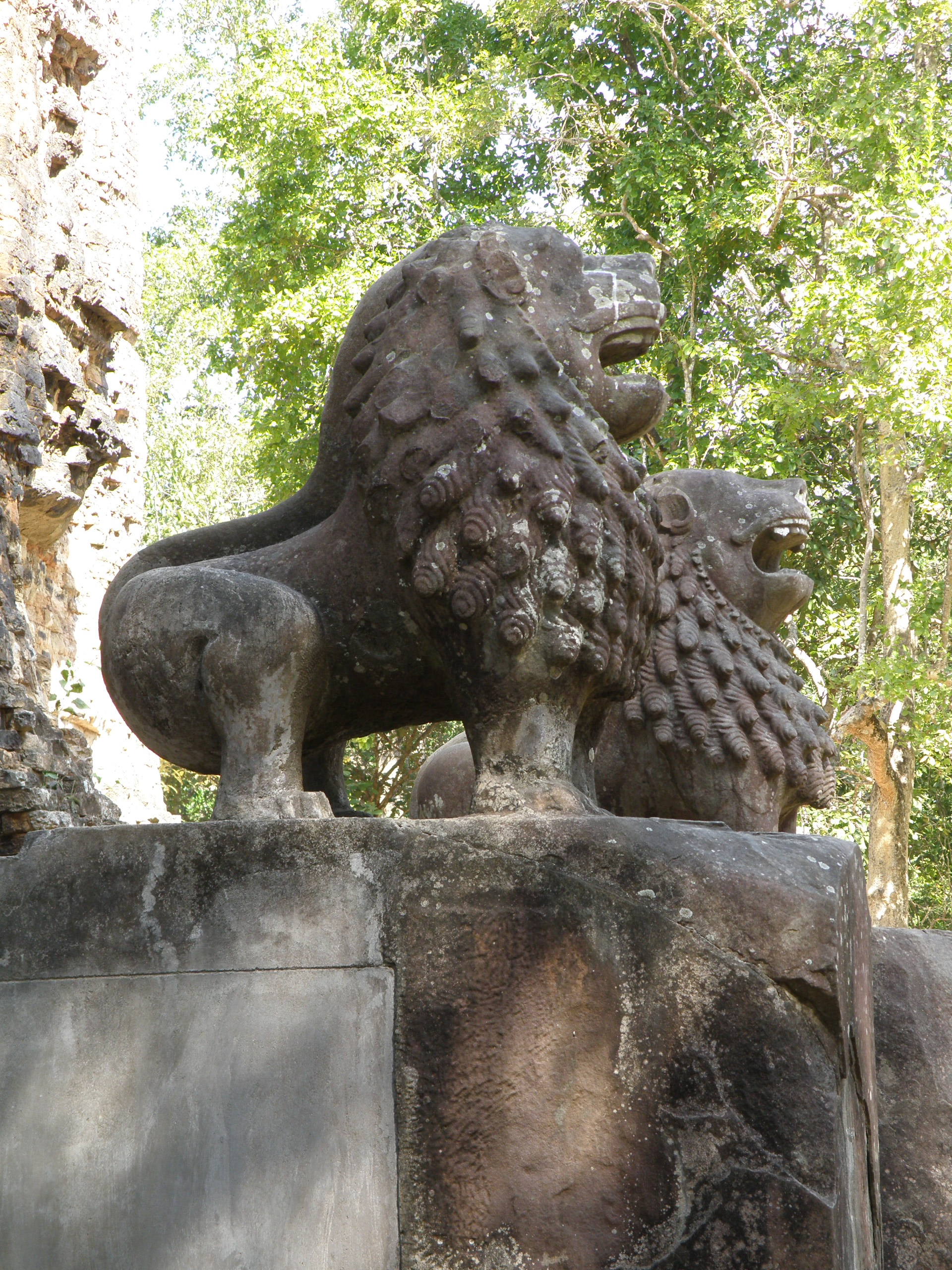
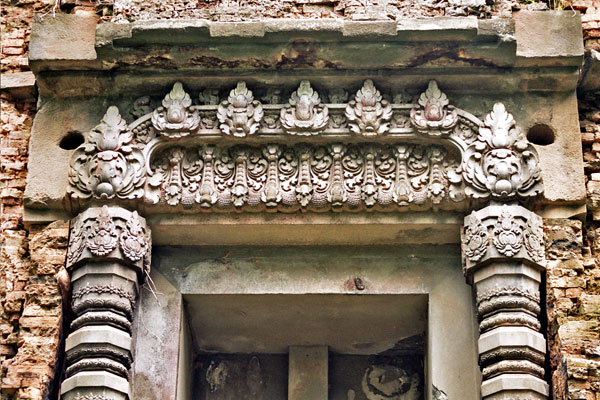
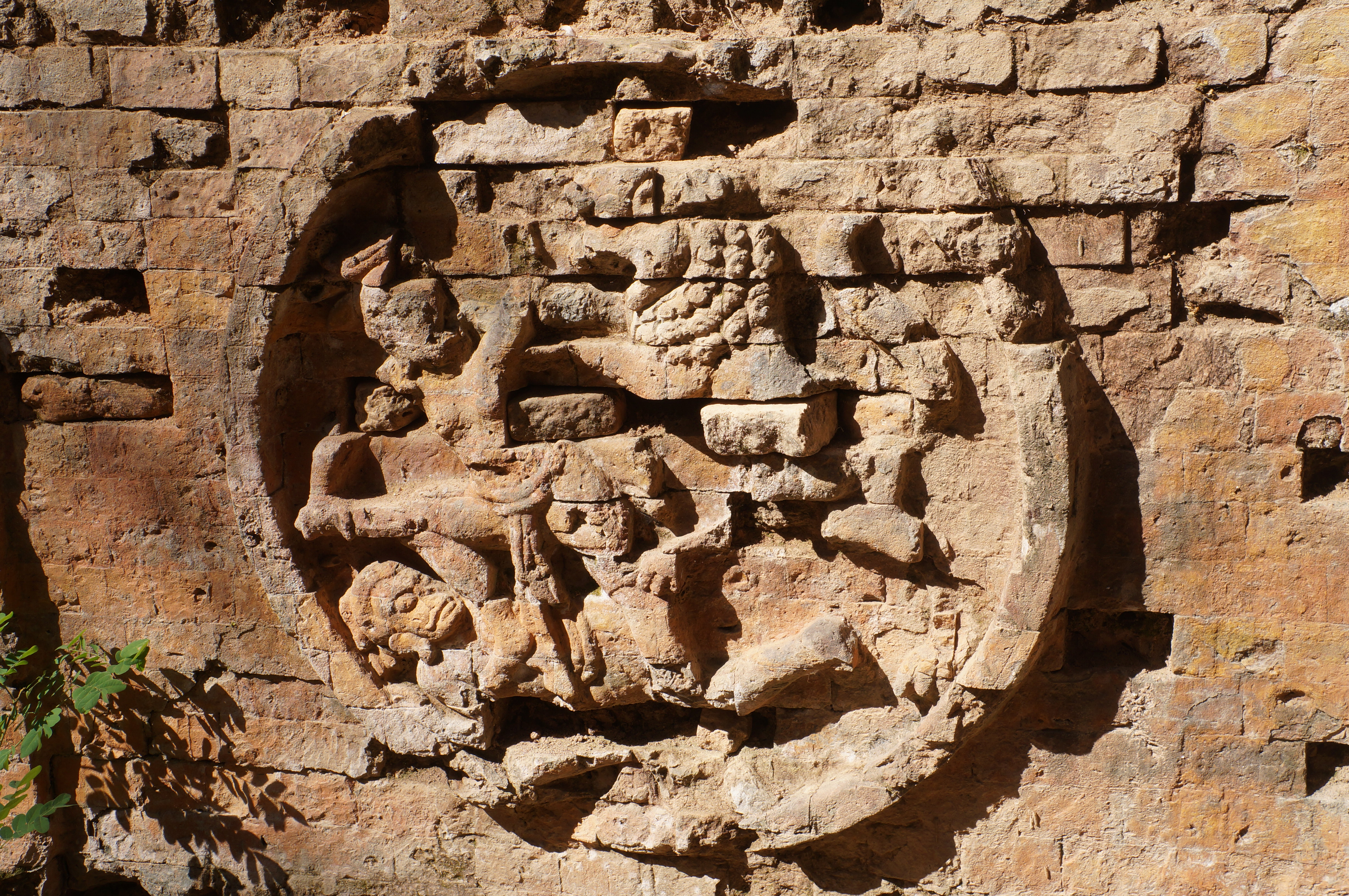
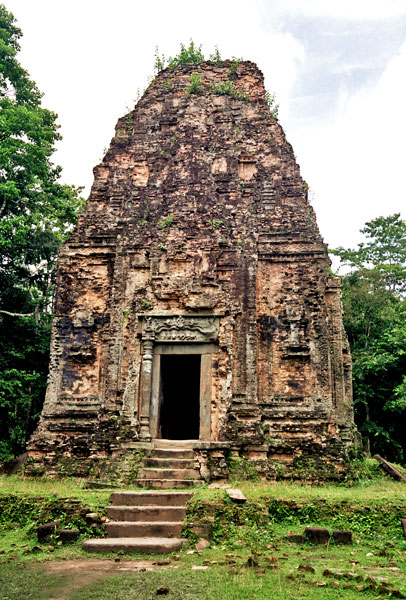
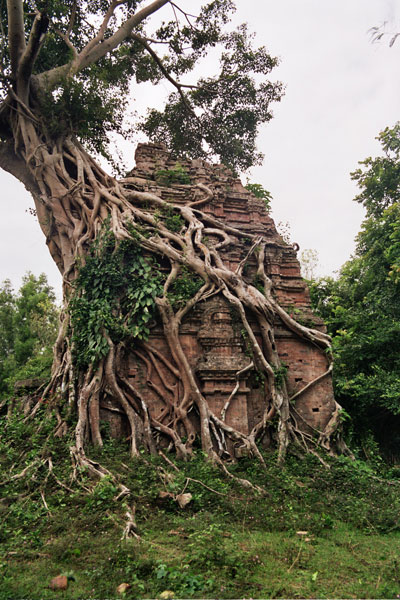